# Episodi di Knock on Any Door (prima stagione)
La prima stagione della serie televisiva Knock on Any Door è stata trasmessa in anteprima nel Regno Unito dalla ITV tra il 2 ottobre e il 27 novembre 1965.
| nº | Titolo originale          | Prima TV UK      |
| -- | ------------------------- | ---------------- |
| 1  | Dream of the Summer Night | 2 ottobre 1965   |
| 2  | The Knife                 | 9 ottobre 1965   |
| 3  | The Guests of Honour      | 16 ottobre 1965  |
| 4  | A Paragraph for Mr. Blake | 23 ottobre 1965  |
| 5  | Close Season              | 30 ottobre 1965  |
| 6  | First Offender            | 6 novembre 1965  |
| 7  | There's Always an Angle   | 13 novembre 1965 |
| 8  | A Handful of Dreams       | 20 novembre 1965 |
| 9  | The Machine Minder        | 27 novembre 1965 |

## Dream of the Summer Night
- Prima trasmissione: 2 ottobre 1965
- Regia: John Cooper
- Sceneggiatura: Ted Willis

### Trama
- Interpreti: Jane Asher (Lynda Lampard), Michael Brill (David Bolton), David Collings (Walker), David Cook (Ian Colter), Peter Copley (Brooks), Howard Douglas (Mr. Medley), Ewan Hooper (Will Lampard), Jocelyn James (Mrs. Padley), Wendy McClure (Brenda Bolton), Priscilla Morgan (Myra Lampard), Michael Stainton (sergente di polizia)

## The Knife
- Prima trasmissione: 9 ottobre 1965
- Regia: Quentin Lawrence
- Sceneggiatura: Jacques Gillies, Ted Willis

### Trama
- Interpreti: Maurice Denham (Desmond Fox-Gresham), Alison Leggatt (Dolly Fox-Gresham), John Phillips (Robert Prettyman), Judith Stott (Brenda Jordan), Michael Lees (Paul Jordan), Clive Swift (Arkwright), Claire Marshall (Justine Prettyman), Leila Croft (Constanze)

## The Guests of Honour
- Prima trasmissione: 16 ottobre 1965
- Regia: Graham Evans
- Sceneggiatura: Ronald Harwood, Ted Willis

### Trama
- Interpreti: John Bennett (Dave Gadlow), Angela Crow (Miss Er), Jonathan Elsom (Mills), Tommy Godfrey (ubriaco), Anna Quayle (Ursula), Aubrey Richards (uomo in piscina), Veronica Turleigh (madre di Ursula)

## A Paragraph for Mr. Blake
- Prima trasmissione: 23 ottobre 1965
- Regia: John Cooper
- Sceneggiatura: Tom Stoppard, Ted Willis

### Trama
- Interpreti: Hugh Manning (James Blake), James Culliford (Haydon), Helen Fraser (Madge Winter), Emrys James (Det. Sgt. Barry), Brian Badcoe (Barker), Lawrence Crain (Smith), Alan Gerrard (Diver), David Hart (Murphy), Russell Napier (sergente di polizia), Katherine Parr (Miss Wigan), Charlotte Selwyn (Mrs. Pym), Derek Smee (Grieg), Simon Taylor (Clark), Deirdre Turner (cameriera), William Victor (Curtis)

## Close Season
- Prima trasmissione: 30 ottobre 1965
- Regia: Graham Evans
- Sceneggiatura: Arden Winch

### Trama
- Interpreti: Jeremy Brett (David), Freda Jackson (Mrs. Fieldwalker), Megs Jenkins (Marion Weiss), Mervyn Johns (Mr. Prubright), Clive Morton (maggiore Travers), Eileen Atkins (Ruth), Rosalind Atkinson (Miss Carmichael), Gideon Kolb (Mr. Weiss)

## First Offender
- Prima trasmissione: 6 novembre 1965
- Regia: Peter Collinson
- Sceneggiatura: Eric Corner, Ross Salmon

### Trama
- Interpreti: Tony Beckley (Harry Benson), Peter Vaughan ("The Boot" Winter), George Innes ("Thumper" Taylor), Murray Melvin (Morgan), Leslie French (Miller), Neil Hallett (Edwards), Buddy Bradley (Aesop), Mary Chester (Mrs. Benson), Daphne Goddard (Mrs. Edwards), Bryan Kendrick (lettorato), Alex McDonald (O'Leary), Ian Patterson (Donald Cameron), George Tovey ("Maggot" Twining)

## There's Always an Angle
- Prima trasmissione: 13 novembre 1965
- Regia: sconosciuto
- Sceneggiatura: sconosciuto

### Trama
- Interpreti: Peter Blythe (Eddie), George Bolton (Mr. Fosdick), Derek Newark (Flynn)

## A Handful of Dreams
- Prima trasmissione: 20 novembre 1965
- Regia: Kevin Shine
- Sceneggiatura: Julian Bond

### Trama
- Interpreti: Fay Compton (Hester Warren), Ursula Howells (Ann Gibbs), Donald Eccles (Richard Warren), Basil Henson (Victor Gibbs), David Kernan (Tim Mason), Tarn Bassett (Emma Cameron), Anabel Littledale (Alison Cameron)

## The Machine Minder
- Prima trasmissione: 27 novembre 1965
- Regia: Bill Stewart
- Sceneggiatura: Eric Paice

### Trama
- Interpreti: Margaret Whiting (Alice Hall), David Collings (Ted Besant), George Sewell (Bill Kingshott), Edward Burnham (Christiansen), Ivor Dean (Arthur Dix), Mae Bacon (Mrs. Hall), Christopher Chittell (Len), Fionnula Flanagan (Jenny), Harry Hutchinson (vescovo), Paul Marklew (David), Andrew Rimmer (Mark), Talfryn Thomas (Gerry Slant)